# 鐵膽雄心
《鐵膽雄心》（義大利語：Città violenta）是一部1970年的犯罪驚悚片，由塞爾吉奧·索利馬執導，劇本與里娜·韋特繆勒共同撰寫，查尔斯·布朗森、吉爾·愛蘭德和特利·薩瓦拉斯主演。布朗森扮演一名殺手，被前任老闆陷害后尋求報復，但意识到他真正的敌人可能比他想象的更近。這部義大利、法國合拍片在新奥尔良、美屬維爾京群島和羅馬的奇尼奇塔工作室拍摄。

## 劇情
职业杀手杰夫·赫斯顿和他的情人瓦妮莎在维尔京群岛度假，被杰夫以前的合伙人杰里·库根领导的暴徒袭击。杰夫中弹倒地，而瓦妮莎似乎与库根私奔了。杰夫因枪击事件被监禁，犯罪头目阿尔·韦伯（杰夫以前的老板）的律师史蒂夫前来探望。杰夫拒绝让瓦妮莎出面证明他无罪，即使这意味着他将被延长刑期。
几个月后，杰夫被释放出狱，在前往新奥尔良时被韦伯手下的暴徒搭讪。韦伯希望杰夫再次为他工作，杰夫拒绝了，说自己已经退休了。在老朋友基伦的帮助下，杰夫在一场赛车比赛中找到了库根。杰夫射爆了库根的一个轮胎，造成车祸，库根身亡。
杰夫在一次元媛舞會上与瓦妮莎重逢。起初，他对她很严厉，并与她对峙，对她没有透露她是库根的情妇，以及她把他扔在那里等死感到不满。她说她这样做只是因为她害怕。他们决定一起离开小镇，但杰夫被韦伯的打手拦下，他们有他杀死库根的罪证照片。
在勒索下，杰夫终于与韦伯会面，韦伯已将他的犯罪企业发展成半合法的、价值10亿美元的企业，以金融而非暴力为前提，并希望杰夫为他工作，成为他的打手。史蒂夫同样为杰夫提供了一份在委內瑞拉的有利可图的工作，但他都拒绝了。韦伯告诉他，瓦妮莎实际上是他的妻子，两人在杰夫被囚禁时私奔，这让他感到震惊。
杰夫在瓦妮莎的藏身处与她对峙。经过粗暴的性行为后，他把她带到树林里，打算杀死她。她没有拒绝，要求他快速而无痛苦地杀死她，他便放弃了，两人相拥而泣。她告诉他，她嫁给韦伯只是为了安全，她心里鄙视韦伯。两人遭到基伦的伏击，但杰夫开枪打死了他。他意识到韦伯一定是派他来杀瓦妮莎的。
两人在韦伯的办公室里对峙，销毁了罪证照片的底片。当瓦妮莎离开房间时，韦伯告诉他，她在玩弄他们两个，并且很快就会背叛他。杰夫不相信，杀了韦伯。但当他到达他们的约会地点时，瓦妮莎不在那里，而警察随后不久就到了。他意识到自己被欺騙了，侥幸逃离警方包围。
原来，瓦妮莎和史蒂夫精心策划了一切，以消灭韦伯并接管他的组织，杰夫只是他们游戏中的一个棋子。当他们乘坐电梯登上新的摩天大楼时，杰夫在街对面的屋顶上用狙击步枪射杀了史蒂夫。瓦妮莎哭喊着说“不要痛苦”，杰夫便用一颗子弹击中了她的头部。警察聚集在屋顶上，杰夫挑衅一个菜鸟警官，让他杀了自己。

### 脚注
1. 1 2 3 4 5 6 7 8 9 10 11  Curti 2013，第45頁.
2. https://playitagain.info/site/wp-content/uploads/2011/01/Violent-City.gif
3. ↑  Henderson, Eric. . Slant Magazine. March 23, 2008  [2023-05-28]. （原始内容存档于2023-05-28）.
4. ↑  Frayling 1981，第95頁.
5. ↑  Hughes 2006a，第xx頁.